# 2014년 한국바둑리그
2014 KB 국민은행 바둑리그는 2014년 4월 10일부터 열리는 한국바둑리그의 열한번째 시즌이다. 국민은행이 대회 후원하며 8개구단 체제로 진행되었으며, 티브로드가 퓨처스바둑리그와 정규시즌 그리고 챔피언 결정전도 우승을 차지하면서 통합 우승을 달성하였다. 이번 시즌부터는 한게임이 빠지고 경기도 화성시가 전라남도 신안군(신안천일염)과 2010년 참가한 충청북도(충북 & 건국우유) 이어 지방자치단체로는 역대 세 번째로 바둑리그에 참가하게 된다.

## 대회

### 달라지는점
- 선수단 운영
  - 선수 선발 방식 : 종전 상위랭커시드와 예선전을 병행해서 진행했던 선수선발 방식을 없애고 한국기원 소속 기사 291명 전체를 대상으로 하는 전면 드래프트방식으로 8개구단이 선수를 선발하게 된다.
  - 팀 구성 : 한 팀은 1군 5명, 2군 3명 총 8명으로 선수단을 구성한다.
  - 보호선수 : 2014시즌은 보호선수제도가 한시적으로 없어지는 대신, 종전 2명씩 보호 할 수 있었던 보호선수 규정이 팀당 소속 선수 8명 중에서 5명을최대 3년간 보호 할 수 있도록 하는 새로운 보호선수 제도가 2015시즌부터 적용된다.
- 리그 방식
  - 8개 구단 14R으로 진행되며(2일 1경기), 포스트시즌은 준플레이오프는 단판, 플레이오프와 챔피언결정전은 3번기로 진행한다.
  - 경기 진행 방식 : 종전 속기 4국 - 장고 1국으로 구성되었던 한 경기를 구성했으나, 2014시즌은 제한시간 1시간 30분짜리 장고 3판과 제한시간 10분짜리 속기 2판이 한 경기로 구성된다. 첫째날에는 장고 2판이 진행되며 둘째날에는 속기 2판이 연이어 진행됨과 동시에 장고 1판이 진행된다.
  - 대국 규정 : 장고 제한시간 1시간 30분 / 속기 제한시간 10분(공통 : 40초 초읽기 5회, 덤 6.5집 공제)
- 2군리그
  - 이번 시즌부터 바둑리그의 2군리그 명칭이 'KB국민은행 락스타리그'에서 'KB국민은행 퓨처스바둑리그'로 개명된다.
  - 종전 4판(승자 3점, 패자 0점 무승부시 주장전 승 2점, 패 1점으로 승점 적용) 승점제 방식에서 3전 2선승제 방식으로 변경되어 팀당 3명의 선수가 2군리그에서 뛰게 되며, 여성 기사 의무 출전제가 폐지된다.
  - 승자에게는 70만원의 대국료가 지급되며 패자에게는 종전과 같이 15만원이 지급된다.

### 상금 배분
총 상금 34억 규모로 팀 상금은 1위 2억원, 2위 1억원, 3위 6000만원, 4위 3,000만원이고 선수들에게는 기본 대국료(승자 400만원, 패자 70만원)가 지급된다.

### 대회 화제
- 티브로드가 바둑리그 사상 최초로 정규시즌 2연패를 달성하였다.
- 바둑리그 챔피언 결정 3차전 제 1국에서 바둑리그 포스트시즌에서는 처음으로 반칙패로 대국이 종료되었다. 티브로드의 박민규가 백을 잡은 상황에서 좌하귀쪽에서 패를 한수 거르지 않고 바로 따내는 반칙을 저질렀다.

## 선수단
| 출전팀   | 신안신안천일염 | 화성화성코리요 | 울산SK엔크린 | 이북5도티브로드 | 대전 정관장 | 인천CJ E&M | 포항포스코켐텍 | 광주 Kixx  |
| -------- | -------------- | -------------- | ------------ | --------------- | ----------- | ---------- | -------------- | ---------- |
| 감독     | 이상훈小       | 이정우         | 최규병       | 이상훈大        | 김영삼      | 한종진     | 김성룡         | 김영환     |
| 지명순번 | 바둑리그       | 바둑리그       | 바둑리그     | 바둑리그        | 바둑리그    | 바둑리그   | 바둑리그       | 바둑리그   |
| 1        | 이세돌         | 최철한         | 박영훈       | 박정환          | 나현        | 강동윤     | 조한승         | 김지석     |
| 2        | 이창호         | 변상일         | 안성준       | 김승재          | 김정현      | 이지현     | 목진석         | 김세동     |
| 3        | 신민준         | 류수항         | 민상연       | 강유택          | 이원영      | 신진서     | 안국현         | 한승주     |
| 4        | 이호범         | 진시영         | 한웅규       | 이동훈          | 김현찬      | 박승화     | 한상훈         | 한태희     |
| 5        | 안형준         | 김성진         | 황재연       | 안조영          | 김명훈      | 김진휘     | 김주호         | 이태현     |
| 지명순번 | 퓨처스리그     | 퓨처스리그     | 퓨처스리그   | 퓨처스리그      | 퓨처스리그  | 퓨처스리그 | 퓨처스리그     | 퓨처스리그 |
| 1        | 김민호         | 이희성         | 박창명       | 류민형          | 홍민표      | 강승민     | 홍기표         | 김형우     |
| 2        | 최현재         | 양우석         | 최홍윤       | 박민규          | 고근태      | 설현준     | 조인선         | 박준석     |
| 3        | 박대영         | 박진솔         | 김동호       | 윤찬희          | 이형진      | 최정       | 신윤호         | 송상훈     |

## 정규리그 순위
| 순위 | 팀           | 경기 | 승 | 패 | 승수 | 포스트시즌         |
| ---- | ------------ | ---- | -- | -- | ---- | ------------------ |
| 1    | 티브로드     | 14   | 10 | 4  | 39   | 챔피언 결정전 직행 |
| 2    | CJ E&M       | 14   | 9  | 5  | 40   | 플레이오프 직행    |
| 3    | KIXX         | 14   | 8  | 6  | 36   | 준플레이오프       |
| 4    | 정관장       | 14   | 7  | 7  | 38   | 준플레이오프       |
| 5    | 포스코켐텍   | 14   | 7  | 7  | 34   |                    |
| 6    | SK엔크린     | 14   | 6  | 8  | 33   |                    |
| 7    | 신안천일염   | 14   | 6  | 8  | 33   |                    |
| 8    | 화성시코리요 | 13   | 3  | 10 | 26   |                    |

## 퓨처스 바둑리그 순위
| 순위 | 팀           | 경기 | 승 | 패 | 승수 |
| ---- | ------------ | ---- | -- | -- | ---- |
| 1    | 티브로드     | 14   | 11 | 3  | 28   |
| 2    | 정관장       | 14   | 8  | 6  | 22   |
| 3    | SK엔크린     | 14   | 7  | 7  | 22   |
| 4    | KIXX         | 14   | 7  | 7  | 21   |
| 5    | 포스코켐텍   | 14   | 7  | 7  | 19   |
| 6    | 신안천일염   | 14   | 6  | 8  | 17   |
| 7    | 화성시코리요 | 14   | 5  | 9  | 20   |
| 8    | CJ E&M       | 14   | 5  | 9  | 19   |

## 포스트시즌
2014 한국바둑리그 포스트시즌은 상위 4개팀이 프로야구 스텝레더 방식으로 진행하며 준플레이오프는 5판 3승제 단판, 플레이오프부터는 5판 3승제 3번기로 진행된다.
포스트시즌은 2014년 11월 13일부터 시작하며 경기 시간은 오후 1시에 시작한다. 이번 포스트시즌은 종전 1~5국의 오더를 모두 제출해 공개하는 방식에서 매 국 종료 될 때마다 다음 대국에 출전하는 선수를 공개해서 진행하는 "매 대국 오더제"가 도입된다. "매 대국 오더제"는 경기 시작 2시간전인 오전 11시까지 1국 출전 선수를 제출하여 공개한 후 1국 종료뒤 다음 대국의 출전선수를 감독이 제출하여  다음 대국을 진행한다.

### 포스트시즌 일정
- 준 플레이오프 : 5전 3선승제 단판 / 2014년 11월 13일 ~ 11월 14일
- 플레이오프 : 5전 3선승제 3번기 / 2014년 11월 20일부터 11월 25일까지 최대 6연전으로 진행
- 챔피언결정전 : 5전 3선승제 3번기
  - 1차전 2014년 11월 27일 ~ 11월 28일
  - 2~3차전 2014년 12월 4일 ~ 12월 7일

### 대진표
|  | 준플레이오프(5전 3선승 단판) | 준플레이오프(5전 3선승 단판) | 준플레이오프(5전 3선승 단판) |  |  | 플레이오프(5전 3선승 3번기) | 플레이오프(5전 3선승 3번기) | 플레이오프(5전 3선승 3번기) | 플레이오프(5전 3선승 3번기) | 플레이오프(5전 3선승 3번기) |  |  | 챔피언결정전(5전 3선승 3번기) | 챔피언결정전(5전 3선승 3번기) | 챔피언결정전(5전 3선승 3번기) | 챔피언결정전(5전 3선승 3번기) | 챔피언결정전(5전 3선승 3번기) |
|  |                              |                              |                              |  |  |                             |                             |                             |                             |                             |  |  |                               |                               |                               |                               |                               |
|  |                              |                              |                              |  |  |                             |                             |                             |                             |                             |  |  | 1                             | 티브로드(2)                   | 2                             | 3                             | 3                             |
|  |                              |                              |                              |  |  | 2                           | CJ E&M(0)                   | 2                           | 2                           | X                           |  |  | 4                             | 정관장(1)                     | 3                             | 1                             | 2                             |
|  | 3                            | KIXX                         | 2                            |  |  | 4                           | 정관장(2)                   | 3                           | 3                           | X                           |  |  |                               |                               |                               |                               |                               |
|  | 4                            | 정관장                       | 3                            |  |  |                             |                             |                             |                             |                             |  |  |                               |                               |                               |                               |                               |

### 경기 결과
| 준플레이오프 - 정관장 3:2 KIXX | 준플레이오프 - 정관장 3:2 KIXX | 준플레이오프 - 정관장 3:2 KIXX | 준플레이오프 - 정관장 3:2 KIXX | 준플레이오프 - 정관장 3:2 KIXX | 준플레이오프 - 정관장 3:2 KIXX |
| 출전팀                         | 1국                            | 2국                            | 3국                            | 4국                            | 5국                            |
| ------------------------------ | ------------------------------ | ------------------------------ | ------------------------------ | ------------------------------ | ------------------------------ |
| KIXX                           | 이태현                         | 김세동                         | 김지석                         | 한태희                         | 한승주                         |
| 정관장                         | 나현                           | 김명훈                         | 김현찬                         | 이원영                         | 김정현                         |
| 상세                           | 227수 끝 / 흑 불계승           | 155수 끝 / 흑 불계승           | 189수 끝 / 흑 불계승           | 193수 끝 흑 불계승             | 204수 끝 / 백 불계승           |

| 플레이오프 - 정관장 2승              | 플레이오프 - 정관장 2승              | 플레이오프 - 정관장 2승              | 플레이오프 - 정관장 2승              | 플레이오프 - 정관장 2승              | 플레이오프 - 정관장 2승              |
| 플레이오프 1차전 - 정관장 3:2 CJ E&M | 플레이오프 1차전 - 정관장 3:2 CJ E&M | 플레이오프 1차전 - 정관장 3:2 CJ E&M | 플레이오프 1차전 - 정관장 3:2 CJ E&M | 플레이오프 1차전 - 정관장 3:2 CJ E&M | 플레이오프 1차전 - 정관장 3:2 CJ E&M |
| 출전팀                               | 1국                                  | 2국                                  | 3국                                  | 4국                                  | 5국                                  |
| ------------------------------------ | ------------------------------------ | ------------------------------------ | ------------------------------------ | ------------------------------------ | ------------------------------------ |
| CJ E&M                               | 강승민                               | 신진서                               | 이지현                               | 박승화                               | 강동윤                               |
| 정관장                               | 이원영                               | 나현                                 | 김명훈                               | 홍민표                               | 김정현                               |
| 상세                                 | 185수 끝 / 흑 불계승                 | 294수 끝 / 흑 0.5집 승               | 242수 끝 / 백 불계승                 | 276수 끝 / 백 불계승                 | 266수 끝 / 백 불계승                 |
| 플레이오프 2차전 - 정관장 3:2 CJ E&M |                                      |                                      |                                      |                                      |                                      |
| 출전팀                               | 1국                                  | 2국                                  | 3국                                  | 4국                                  | 5국                                  |
| CJ E&M                               | 이지현                               | 강승민                               | 강동윤                               | 박승화                               | 신진서                               |
| 정관장                               | 김현찬                               | 김정현                               | 김명훈                               | 나현                                 | 이원영                               |
| 상세                                 | 140수 끝 / 백 불계승                 | 190수 끝 / 백 불계승                 | 241수 끝 / 흑 0.5집 승               | 231수 끝 / 흑 불계승                 | 238수 끝 / 백 불계승                 |

| 챔피언 결정전 - 티브로드 2승 1패          | 챔피언 결정전 - 티브로드 2승 1패          | 챔피언 결정전 - 티브로드 2승 1패          | 챔피언 결정전 - 티브로드 2승 1패          | 챔피언 결정전 - 티브로드 2승 1패          | 챔피언 결정전 - 티브로드 2승 1패          |
| 챔피언 결정전 1차전 - 정관장 3:2 티브로드 | 챔피언 결정전 1차전 - 정관장 3:2 티브로드 | 챔피언 결정전 1차전 - 정관장 3:2 티브로드 | 챔피언 결정전 1차전 - 정관장 3:2 티브로드 | 챔피언 결정전 1차전 - 정관장 3:2 티브로드 | 챔피언 결정전 1차전 - 정관장 3:2 티브로드 |
| 출전팀                                    | 1국                                       | 2국                                       | 3국                                       | 4국                                       | 5국                                       |
| ----------------------------------------- | ----------------------------------------- | ----------------------------------------- | ----------------------------------------- | ----------------------------------------- | ----------------------------------------- |
| 티브로드                                  | 안조영                                    | 강유택                                    | 김승재                                    | 박정환                                    | 이동훈                                    |
| 정관장                                    | 김현찬                                    | 이원영                                    | 김정현                                    | 나현                                      | 김명훈                                    |
| 상세                                      | 308수 끝 / 흑 1.5집승                     | 126수 끝 / 백 불계승                      | 182수 끝 / 백 불계승                      | 185수 끝 / 흑 불계승                      | 201수 / 끝 흑 불계승                      |
| 챔피언 결정전 2차전 - 티브로드 3:1 정관장 |                                           |                                           |                                           |                                           |                                           |
| 출전팀                                    | 1국                                       | 2국                                       | 3국                                       | 4국                                       | 5국                                       |
| 티브로드                                  | 강유택                                    | 박민규                                    | 김승재                                    | 박정환                                    | X                                         |
| 정관장                                    | 나현                                      | 이원영                                    | 김현찬                                    | 김정현                                    | X                                         |
| 상세                                      | 203수 끝 / 흑 불계승                      | 198수 끝 / 백 불계승                      | 298수 끝 / 백 0.5집 승                    | 142수 끝 / 백 불계승                      | -                                         |
| 챔피언 결정전 3차전 - 티브로드 3:2 정관장 |                                           |                                           |                                           |                                           |                                           |
| 출전팀                                    | 1국                                       | 2국                                       | 3국                                       | 4국                                       | 5국                                       |
| 티브로드                                  | 박민규                                    | 박정환                                    | 김승재                                    | 강유택                                    | 이동훈                                    |
| 정관장                                    | 김현찬                                    | 이원영                                    | 김명훈                                    | 나현                                      | 김정현                                    |
| 상세                                      | 343수 끝 / 흑 반칙승                      | 163수 끝 / 흑 불계승                      | 241수 끝 / 흑 불계승                      | 179수 끝 / 흑 불계승                      | 210수 끝 / 백 불계승                      |

## 대회결과
바둑리그
- 우승 : 티브로드 (바둑리그 최초 퓨처스바둑리그 + 정규시즌 + 챔프전 통합 우승)
- 준우승 : 정관장
- 3위 : CJ E&M
- 4위 : KIXX

퓨처스 바둑리그
- 우승 : 티브로드
- 준우승 : 정관장

개인부문
- MVP : 박정환(티브로드)
- 감투상 : 김현찬(정관장)
- 신인상 : 김명훈(정관장)
- 다승상 : 박정환 (티브로드, 11승 2패)
- 퓨처스리그 우수기사상 : 박민규(티브로드)
- 퓨처스리그 다승상 : 박진솔(화성시코리요, 11승 3패)